# Nicholas Baxter
Nicholas Baxter (ur. 26 lipca 1979 w Canberze) – australijski wioślarz.

## Osiągnięcia
- Mistrzostwa Świata – Lucerna 2001 – ósemka – 7. miejsce[1].
- Mistrzostwa Świata – Mediolan 2003 – czwórka bez sternika – 4. miejsce[1].
- Mistrzostwa Świata – Monachium 2007 – czwórka bez sternika – 12. miejsce[1].
- Mistrzostwa Świata – Linz 2008 – dwójka ze sternikiem – 3. miejsce[1].